# Batalla de Parral (1865)
La Batalla de Parral tuvo lugar el 8 de agosto de 1865 en la localidad de Parral, en el estado de Chihuahua, México, entre elementos de la División de Operaciones del Ejército Mexicano de la república, al mando del general Agustín Villagra y tropas francesas al servicio del Segundo Imperio Mexicano comandadas por el teniente coronel Pyot compuesta de soldados franceses y conservadores mexicanos durante la Segunda Intervención Francesa en México, el resultado fue una victoria mexicana.

## Batalla
Villagra llegó al Valle de Zaragoza en donde fue informado de la escasa guarnición francesa en Hidalgo del Parral conformada por 90 soldados del 95 Batallón de Línea comandada por el teniente coronel Pyot. El general mexicano sitio la guarnición y después de dos horas de combate logró la derrota francesa. Los franceses presentaron las siguientes bajas: 18 hombres muertos, 24 prisioneros, 13 heridos y 50 armas decomisadas. Los republicanos por su parte perdieron al General Pedro Meoqui Mañón, quien era comandante del Batallón Supremos Poderes, al Subteniente Magdaleno Suárez, además de 4 soldados y 3 heridos. En esta acción participaron de igual forma los Capitanes Antonio Cuéllar y Telesforo Pérez, el Subteniente de Artillería Eduardo Sierra y el Corneta Feliciano Martínez.
- Datos: Q5722771